# Pararge falcidia
Pararge falcidia är en fjärilsart som beskrevs av Hans Fruhstorfer 1908. Pararge falcidia ingår i släktet Pararge och familjen praktfjärilar. Inga underarter finns listade i Catalogue of Life.